# Rio Open 2024
Rio Open 2024 — тенісний турнір, що проходив на ґрунтових кортах у місті Ріо-де-Жанейро, Бразилія з 19 до 25 лютого. Належав до категорії ATP 500.

## Фінальна частина

### Одиночний розряд
Себастьян Баес —  Маріано Навоне 6–2, 6–1

### Парний розряд
Ніколас Баррієнтос /  Рафаель Матос —  Александер Ерлер /  Лукас Мідлер 6–4, 6–3